# Landeriet Freden

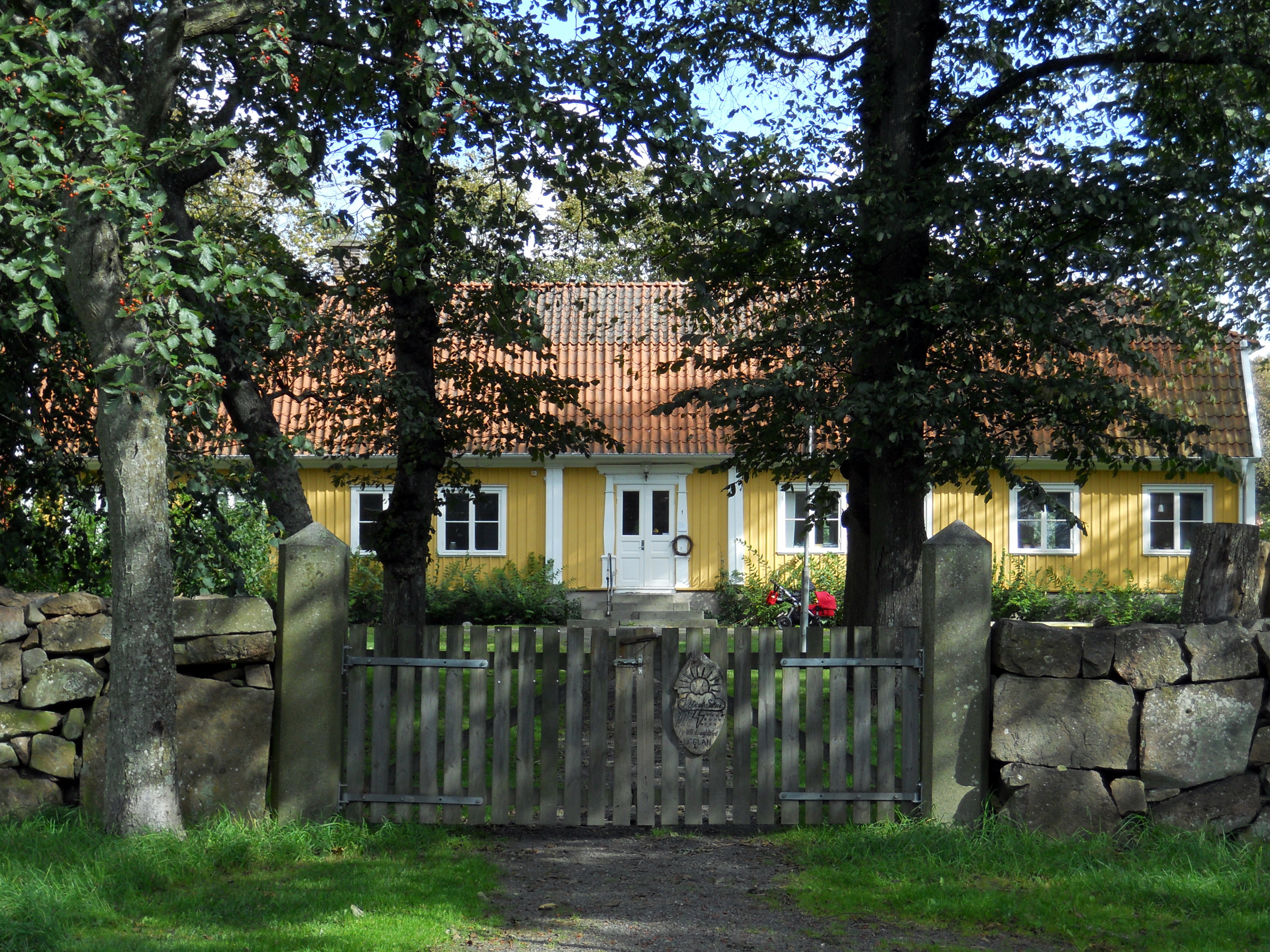
Landeriet Freden.

Freden är ett före detta landeri i Varberg. Idag finns endast mangårdsbyggnaden bevarad.

## Historia
Fredens byggherre var handlanden, vice konsuln och kommerserådet Peter Gerhard Liedberg (1756–1826). Den exakta tidpunkten för landeriets grundande är inte känd. Emellertid saknas landeriet i en Varbergsskildring från 1773, medan det finns med på en karta från 1790. Alltså måste det ha uppförts mellan dessa år.
I början av 1800-talet såldes Freden till Jonas Nordvall, kyrkoherde i Varbergs församling. Han lät bygga ut mangårdsbyggnaden med två rum på vardera gaveln. Även på vinden tillkom rum. I en källare fanns en stor sten fast i klippan. Denna sprängdes bort med krut, varvid flera av landeriets byggnader förstördes; dessa kom senare att återuppföras. Sommaren 1826 tillbringade skalden och Växjöbiskopen Esaias Tegnér i den nyblivna kurorten Varberg, och bodde då hos kyrkoherde Nordvall på Freden.
Av en brandförsäkring från 1828 vet man att Freden vid den här tiden bestod av fyra byggnader runt en rektangulär gårdsplan. Utöver mangårdsbyggnaden i ett plan fanns tre ekonomibyggnader. Den första inrymde visthus, brygghus, vävkammare och mjölkkammare, den andra stall, fähus, lada och loge samt den tredje vagnbod, redskapshus och vedbod.
Kyrkoherde Nordvall dog 1834. Freden äges sedan av hans änka Torborg (1769–1849) och sedan av hennes arvtagare. Egendomen köptes 1847 av rådmannen Lars Sjöberg. Han var bosatt i det Bruniuska huset i Varberg, som förstördes i stadsbranden 1863. Vid samma tid genomgick han en konkurs, och flyttade därefter permanent till Freden. Jordbruket arrenderades ut till Peter Samuel Pilz, som grundade Varbergs första ölbryggeri på Freden. Bryggeritraditionen förvaltades sedan av Peter Gustaf Eriksson, som 1889–1895 drev ett svagdricksbryggeri.
Efter Lars Sjöberg ägdes Freden av handlaren Viktor Rommel, och därefter av kvarnägaren Johan Bernt Jönsson. Fredens ladugård förstördes i en brand 1938, medan resterande uthus revs på 1950-talet då Påskbergsskolan byggdes i närheten. 1998 öppnades i ur och skur-förskolan Ugglan i Fredens mangårdsbyggnad.